# Tratado de Chaguaramas
El Tratado de Chaguaramas fue firmado en la localidad trinitense de Chaguaramas el 4 de julio de 1973 y entró en vigor el 1 de agosto de ese año. Fue firmado por Barbados, Guyana, Jamaica y Trinidad y Tobago, con el objetivo de sustituir a la Asociación de Libre Comercio del Caribe (CARIFTA), creando la  Comunidad del Caribe y Mercado Común.
En julio de 2001, en Nassau se firmó el Tratado Revisado de Chaguaramas, que entró en vigor a partir del 1 de enero de 2006 y aplica a todos los miembros de la Comunidad excepto a las Bahamas y Montserrat, con el objetivo de reformar a la organización, estableciendo la Comunidad del Caribe (CARICOM) y el Mercado Único y de Economía de CARICOM (CSME).

## Objetivos
El preámbulo del Tratado Revisado de Chaguaramas establece los objetivos de la CARICOM:
- Fortalecer la integración económica regional a través del Mercado Único y de Economía de la CARICOM (CSME), para conseguir el desarrollo económico  sostenido, fomentando de las relaciones económicas con otras naciones.

- Promover la participación de las personas y los interlocutores sociales en la integración económica.
- Conseguir la seguridad alimentaria y la diversificación estructural, mejorando la calidad de vida las poblaciones.
- Facilitar el acceso equitativo de la población a los recursos locales.
- Crear procedimientos y servicios reglamentarios y administrativos comunes.
- Fomentar la diversificación de la industria agropecuaria, respetando el medio ambiente.
- Diversificar el transporte terrestre, aéreo y marítimo intrarregional y extrarregional.
- Ayudar a los países, regiones y sectores menos desarrollados de la comunidad.

## Estados signatarios
En la actualidad, 15 Estados se han suscrito al tratado:
| Estado                       | Fecha de ingreso                   | Idioma oficial | Ubicación        | PIB en 2018 (millones de USD) |
| ---------------------------- | ---------------------------------- | -------------- | ---------------- | ----------------------------- |
| Antigua y Barbuda            | 1974                               | inglés         | Antillas Menores | 1612                          |
| Bahamas                      | 1983                               | inglés         | Caribe           | 12 318                        |
| Barbados                     | 1973 (Estado fundador)             | inglés         | Antillas Menores | 5317                          |
| Belice                       | 1974                               | inglés         | América Central  | 1912                          |
| Dominica                     | 1974                               | inglés         | Antillas Menores | 476                           |
| Granada                      | 1974                               | inglés         | Antillas Menores | 1180                          |
| Guyana                       | 1973 (Estado fundador)             | inglés         | América del Sur  | 3747                          |
| Haití                        | 2002 (miembro provisional en 1998) | francés        | Antillas Mayores | 9417                          |
| Jamaica                      | 1973 (Estado fundador)             | inglés         | Antillas Mayores | 15 256                        |
| Montserrat (Reino Unido)     | 1974                               | inglés         | Antillas Menores | 63                            |
| San Cristóbal y Nieves       | 1974                               | inglés         | Antillas Menores | 972                           |
| San Vicente y las Granadinas | 1974                               | inglés         | Antillas Menores | 835                           |
| Santa Lucía                  | 1974                               | inglés         | Antillas Menores | 1755                          |
| Surinam                      | 1995                               | neerlandés     | América del Sur  | 3857                          |
| Trinidad y Tobago            | 1973 (Estado fundador)             | inglés         | Antillas Menores | 22 158                        |